# Albatrellus subrubescens
Albatrellus subrubescens es una especie de hongo de la familia Albatrellaceae. Los cuerpos fructificantes (setas) tienen sombreros blanquecins a pardo pálido que pueden alcanzar un diámetro de hasta 14.5 cm (5.7 in), y el estipe mide aproximadamente 7 cm (2.8 in) de largo y 2 cm (0.8 in) de grosor. En la superficie inferior del sombrero hay pequeños poros de color amarillo claro a verde-amarillo pálido, el sitio donde se producen las esporas. Cuando los cuerpos fructificantes son frescos, puede formarse una mancha amarilla sobre el sombrero y la superficie de los poros si se expone al sol, se manipula o magulla.
La especie se encuentra en Asia, Europa y América del Norte, donde crece en el suelo de bosques caducifolios o mixtos, normalmente en asociación con árboles de pino. Es físicamente similar, y estrechamente relacionada, con Albatrellus ovinus (especie más común), la cual se puede distinguir macroscópicamente por diferencias en el color cuando es aplastada, y microscópicamente por las  paredes amiloides (que se tiñen de azul-negro a negro en contacto con reactivo de Melzer) de las esporas. Los cuerpos fructificantes de A. subrubescens contienen escutigeral, un químico bioactivo que tiene actividad antibiótica. Las setas son levemente venenosas, y consumirlas dará lugar a una enfermedad gastrointestinal a corto plazo.

## Descripción
La sombrero mide entre 6-14.5 cm (2.4-5.7 in) de diámetro, con un estipe central/excéntrico (en el centro), o raramente lateral (unido al borde del sombrero). Inicialmente, el sombrero es convexo con un borde intricado, pero que se aplana con la edad. El borde del sombrero puede estar doblado o alisado; la superficie en ejemplares jóvenes es lisa, pero pronto se forman manchas parecidas a escamas apretadas, que pueden volverse escalas al envejecer. En un principio, el sombrero tiene bordes blancos y un centro de color marrón-violeta con manchas similares a escamas; más tarde, el centro se hace naranja-marrón o marrón ocre. Según el micólogo canadiense James Ginns, quien describió a los miembros de Albatrellus en América del Norte en 1997, algunos ejemplares norteamericanos pueden cubrirse con fibrillas negras-grises a moradas-grises, pero esta característica no se observa en las colecciones europeas. El sombrero se decolora a amarillo cuando se machaca.

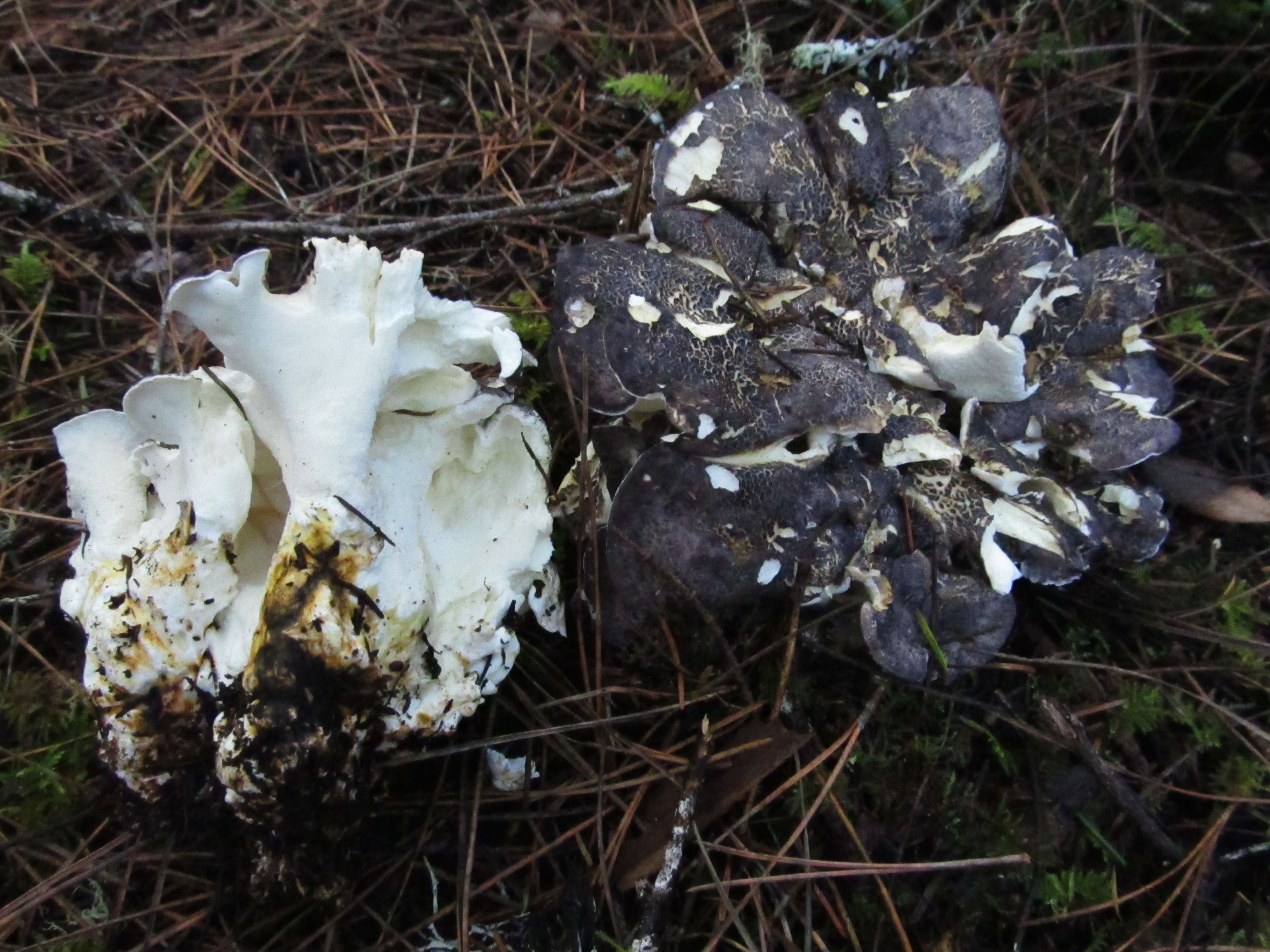
Los sombreros de las poblaciones norteamericanas son grises blanquecinas a moradas-grises.

El estipe es cilíndrico, irregular, mide 1.6-7 cm (0.6-2.8 in) de largo y 1-2 cm (0.4-0.8 in) de grosor, y su base puede ser algo puntiaguda o bulbosa. Inicialmente blanca, primero desarrolla manchas anaranjadas/ violeta y luego de color naranja parduscas; en especímenes de mayor edad, el estipe puede ser de color rojo ladrillo a marrón. Los tubos en la superficie de los poros (en la parte inferior del sombrero) miden cerca de 2.5-3 mm de largo y son decurrentes en la unión con el estipe. Los poros son pequeños y hay alrededor de dos a tres por milímetro; inicialmente son de color blanco verdoso, pero más tarde se tiñen de marrón oscuro (en especímenes secos pueden haber poros teñidos de verde). Los cuerpos fructificantes tienen un olor «agradable o ligeramente fragante»; Murrill, en su informe original sobre la especie, señaló que los especímenes deshidratados en un horno desarrollaron un fuerte olor a azúcar quemado. El sabor de la seta se ha descrito como imperceptible o «distintivamente amargo». En las observaciones del material tipo obtenido por Murrill se describió como de sabor amargo; una observación corroborada tiempo después por Pouzar en colecciones europeas. Las setas de A. subrubescens son ligeramente tóxicas: el consumo causa una enfermedad gastrointestinal que, normalmente, desaparece una a cuatro horas después de la ingestión.
En la esporada, las esporas son de color blanco; estas miden 3.4-4.7 x 2.2-3.4 µm, tienen forma elipsoidal a ovoide, y son amiloides (es decir, absorben yodo cuando se tiñen con reactivo de Melzer); la mayoría tiene un gran gota de aceite. Las células portadoras de esporas (los basidios) tienen forma de bastón, miden 12.16 µm de largo y 5.7-7.7 µm de grosor, y cuatro esterigmas delgadas ligeramente curvadas, de 3.4-4.3 µm de largo. El himenio carece de cistidios. El sistema hifal es monomítico, lo que significa que la trama está hecha de generadores de hifas de pared delgada. La longitud de estas hifas se encuentra entre los 3.5-30 µm (más comúnmente 6-17 µm), con paredes finas (de hasta 1 µm de grosor), y son hialinas (o translúcidas). Aunque son amiloides, algunas hifas tienen masas internas de color azul-gris pálido a negro, que colectivamente hace que parezcan con tonos negros o grises bajo el microscopio óptico. Las hifas  de paredes anchas y finas (que permiten al contenido refractar la luz) también se encuentran dispersas en toda la trama, así como algunas hifas con puntas expandidas de paredes gruesas y amiloides.

## Taxonomía
La especie fue descrita inicialmente como Scutiger subrubescens por el micólogo estadounidense William Alphonso Murrill en 1940, sobre la base de poblaciones que encontró creciendo bajo un roble cerca de Gainesville, en noviembre de 1938. En 1947 se transfirió al género Polyporus. El micólogo Josiah Lincoln Lowe examinó el material de tipo de Murrill y pensó que no difería de Albatrellus confluens. En 1965, Zdeněk Pouzar obtuvo colecciones de Bohemia (hoy República Checa), y la describió como una nueva especie (Albatrellus similis), sin darse cuenta de la similitud con las muestras de la Florida por Murrill. En estudios posteriores descubrió que A. similis era idéntica a Scutiger subrubescens de Murrill, y Pouzar transfirió el epíteto de este último a Albatrellus. En 1974, Pouzar reconoció que la especie Albatrellus confluens (descrita por Lowe) era distinta que A. subrubescens. Los epíteto subrubescens específico, litermalmente «teñido de rojo», deriva de las palabras latinas sub- («menor que») y rubescens («rojo en aumento»).
Cuatro miembros de Albatrellus se incluyeron en un análisis filogenético a gran escala del Russulales, publicado en 2003, en base de sus secuencias de ADN ribosómico, en el que los cuatro formaron un clado o grupo monofilético (es decir, que proceden de un ancestro único). De las cuatro especies estudiadas, A. ovinus estaba más estrechamente relacionada con A. subrubescens. El hongo poliporo Wrightoporia lenta (especie tipo del género Wrightoporia) apareció solo en una rama basal del clado Albatrellus, lo que implicaría que comparte  un ancestro común con las especies Albatrellus, de la que ambos serían descendientes. En un análisis molecular más reciente, publicado en 2010 por el micólogo canadiense Serge Audet, se esclarecieron las relaciones entre las especies anteriormente colocadas en Scutiger: A. subrubescens se agrupó en un clado con A. citrinus y A. ovinus. Según Audet, estas especies —así como A. avellaneus y A. piceiphilus— son los componentes de un grupo en Albatrellus con límites definidos por genética molecular. Otras miembros de Albatrellus fueron trasladados a géneros separados: A. fletti y A. confluens para Albatrellopsis; A. caeruleoporus y A. yasudae para Neoalbatrellus; A. pes-caprae y A. ellisii para un Scutiger corregido.

### Especies similares
En general, A. subrubescens se puede distinguir de otros miembros de Albatrellus por su sombrero blanco que vuelve anaranjado cuando se magulla, sus hifas sencillas y septadas, pequeñas esporas amiloides, y habita bajo los pinos. En el campo, A. ovinus es difícil de diferenciar de A. subrubescens debido a su apariencia similar. Normalmente, A. ovinus carece del color violeta visto muchas veces en el sombrero y el estipe de A. subrubescens. Las características microscópicas pueden utilizarse para distinguir de forma fiable entre las dos especies: las esporas de A. subrubescens son amiloides, en contraste con los de A. ovinus, y las esporas de A. ovinus son más pequeñas, de 3.8-4.6 x 3.3-3.5 µm. Otras especies similares son A. tianschanicus, encontrada en el macizo de Altái, en Asia Central y del Este, y la especie japonesa A. cantharellus. A diferencia de A. subrubescens, estas especies tienen escamas peludas en la superficie de los sombreros, y las escamas son más oscuras que el espacio entre ellas (las escamas de A. subrubescens no son más oscuras que el área entre ellas). Las esporas de las dos especies asiáticas son más grandes que las de A. subrubescens: las de A. cantharellus miden 4.5-7 x 4-5.5 µm, mientras que las de A. tianschanicus tiene 5-7 x 4-5 µm.
Albatrellopsis confluens tiene sombreros rosados pardos a anaranjados pálidos y carne blanca que cambia a un color rosado pardo cuando se seca; tiene un sabor algo amargo o como un repollo. Las esporas de A. confluens son débilmente amiloides. Las diferencias adicionales que distinguen Albatrellopsis confluens de A. subrubescens incluyen la presencia de uniones en abrazadera en la trama de hifas, y micelio en la base del estipe. El hongo A. citrinus, nativo de Europa y originalmente considerado un morfotipo de A. subrubescens, fue descrito como una especie nueva en 2003. Se distingue morfológicamente de A. subrubescens por su sombrero más pequeño (hasta 7 cm o 2.8 in de diámetro), se hace amarillo violáceo al envejecer o después manipularlo, y no tiene manchas violetas. A. citrinus se asocia con píceas en lugar de pinos, y requiere suelo calcáreo (o rico en cal).

## Hábitat y distribución

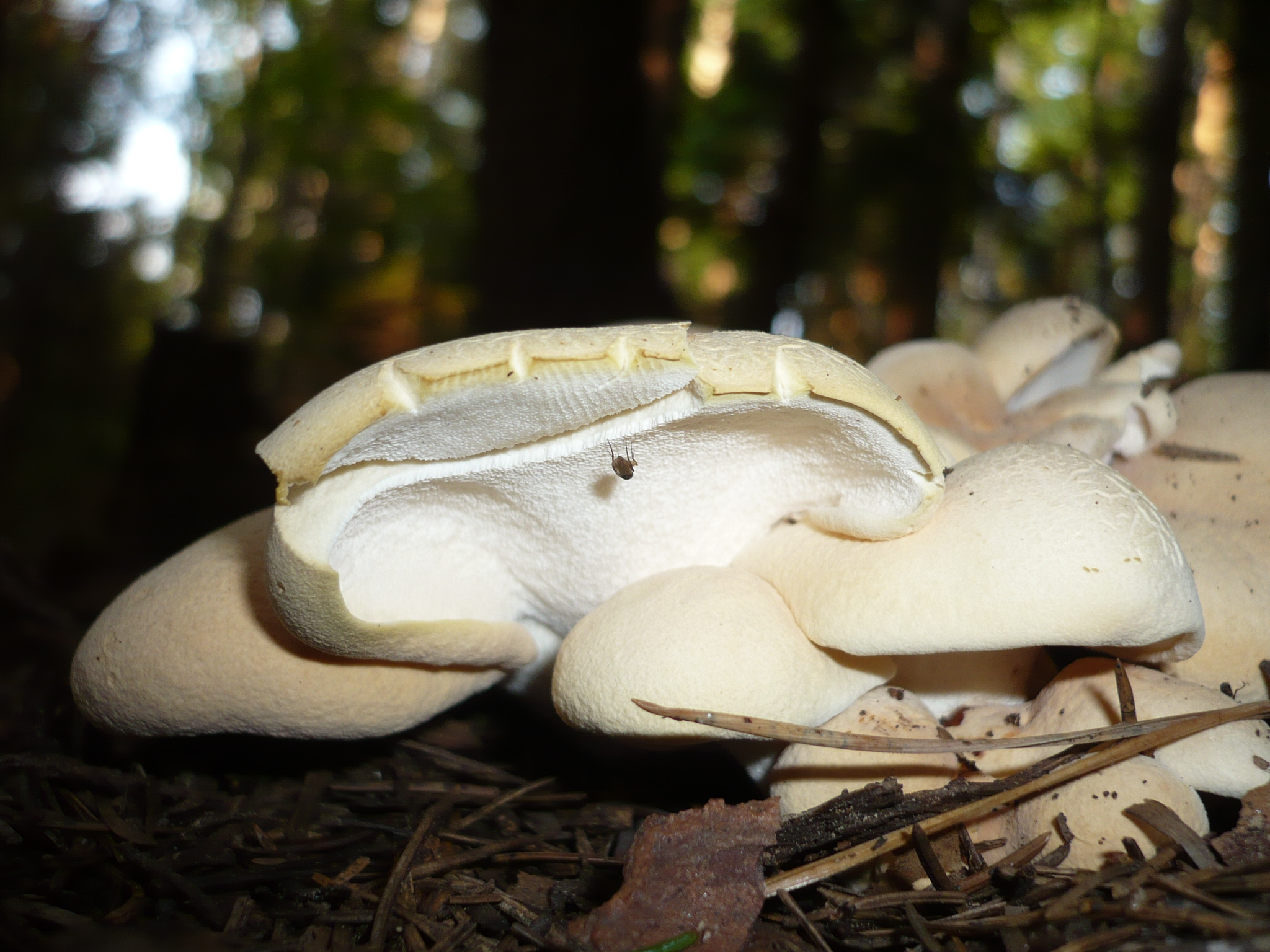
Algunas veces los cuerpos fructificantes crecen en grupos fusionados con el sombrero o la base del estipe.

Los cuerpos fructificantes suelen encontrarse en solitaris, pero también varios (generalmente, entre dos y ocho) se observan pegados a la base del estipe o en los lados del sombrero. Es una especie estrictamente terrestre, es decir que no se encuentran fructificando en la madera. Prefiere crecer en bosques de pinos, aunque ocasionalmente se ha asociado con el abeto blanco en Europa; los cuerpos fructificantes asociados con la última especie de árbol tienden a ser menos robustos que los que se encuentran creciendo en pino. Se sospecha que A. subrubescens pueden forma micorrizas con pinos de dos y tres acículas (es decir, aquellas especies que tienen sus aguijones unidos en grupos de dos o tres), aunque sus preferencias ecológicas no se conocen con certeza. Ginns, relatando un mensaje personal con David Arora, escribió que Arora encontró con varios grupos de cuerpos fructificantes en una zona de California en la que principalmente habitaban pinos de Eldorado (un pino de tres acículas), manzanitas, arándanos y algunos mandrones.
La especie se ha encontrado en las regiones templadas de Asia, Europa y América del Norte. En este último continente, su distribución incluye Alberta, Quebec y los Territorios del Noroeste en Canadá. En los Estados Unidos se encuentra en Alabama, Arizona, California, Florida, Nueva York, Texas, Washington y Wisconsin. La distribución en América del Norte se extiende hasta Chiapas, en el sur de México. En Asia, el hongo ha sido reportado en Yunán (al sudoeste de China) y el Tíbet. En Europa se han encontrado poblaciones en Alemania, Austria, Checoslovaquia (actual República Checa y Eslovaquia), Finlandia, Italia, Polonia, Suecia, Suiza, Yugoslavia y Ucrania.

## Componentes bioactivos

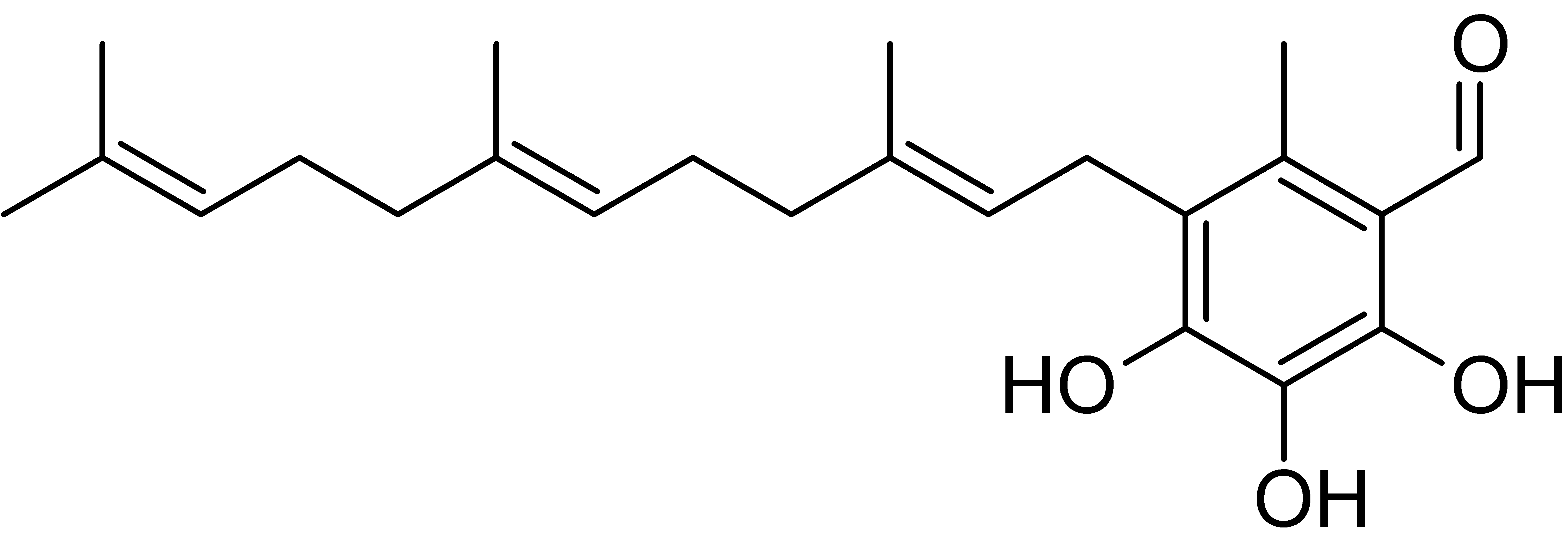
Estructura química de la escutigeral.

El hongo contiene el compuesto bioactivo escutigeral, que tiene actividad antibiótica. Esta sustancia química —también encontrada en la especie relacionada A. ovinus— puede contribuir a la toxicidad del hongo al perturbar la flora intestinal del organismo. La escutigeral interactúa selectivamente al receptor de dopamina de la subfamilia D1 (el receptor de dopamina más abundante en el sistema nervioso central, que regula el crecimiento y desarrollo neuronal, e intercede en algunas respuestas de comportamiento). Una publicación de 1999 sugirió que la escutigeral tiene actividad agonista en los receptores vaniloides (un tipo de receptor que se encuentra en los nervios sensoriales de los mamíferos); específicamente, afecta la absorción de calcio en las neuronas de los ganglios de la raíces dorsales en las rata. En informes posteriores no se logró corroborar esta actividad farmacológica. Un estudio publicado en 2003 informó que la escutigeral actúa como un antagonista débil en el receptor vaniloide humano VR1, mientras que otro estudio publicado ese año no encontró actividad alguna.